# 倉橋町営バス

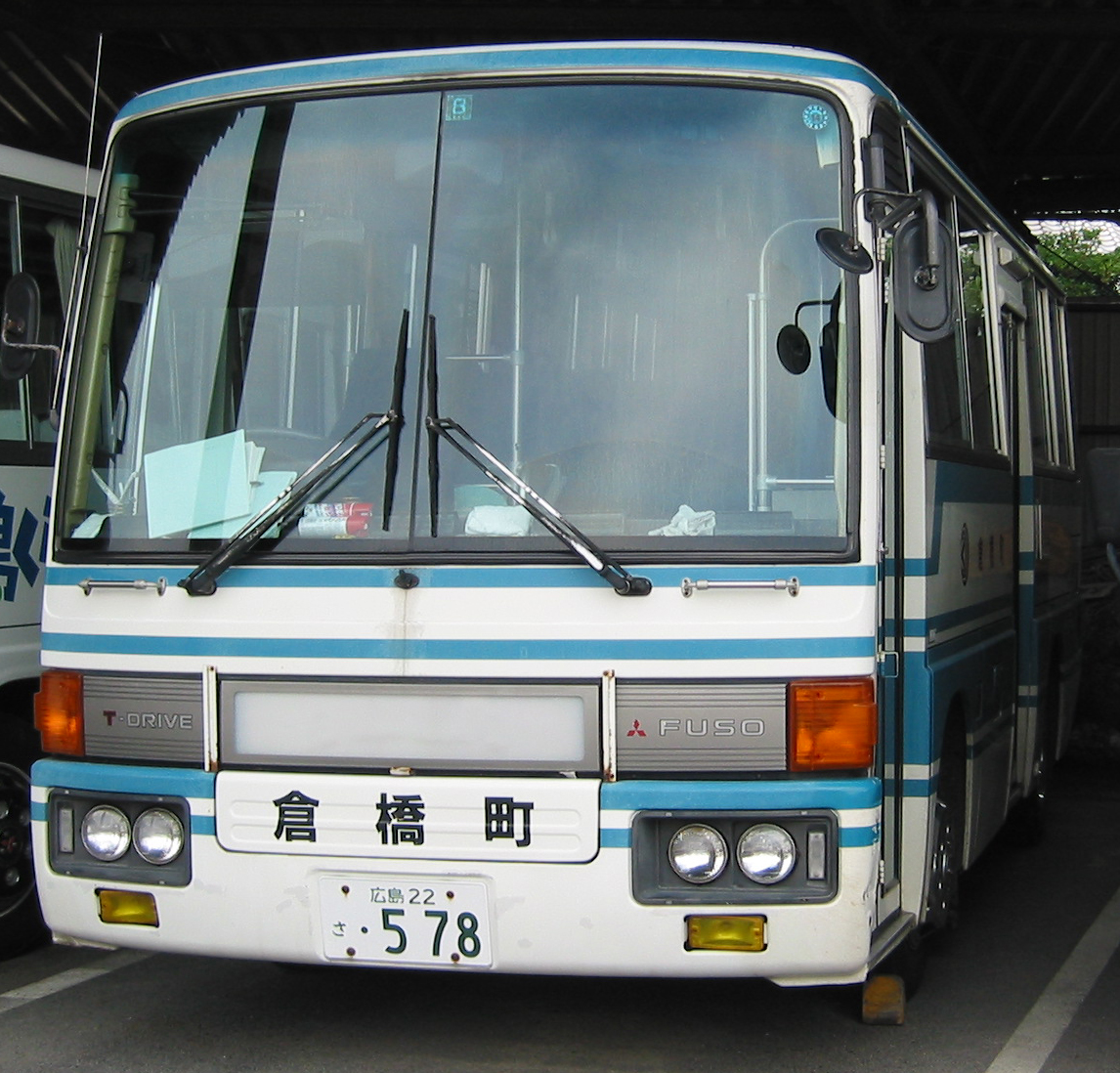
室尾・大迫・鹿島線の車両（2002年当時）

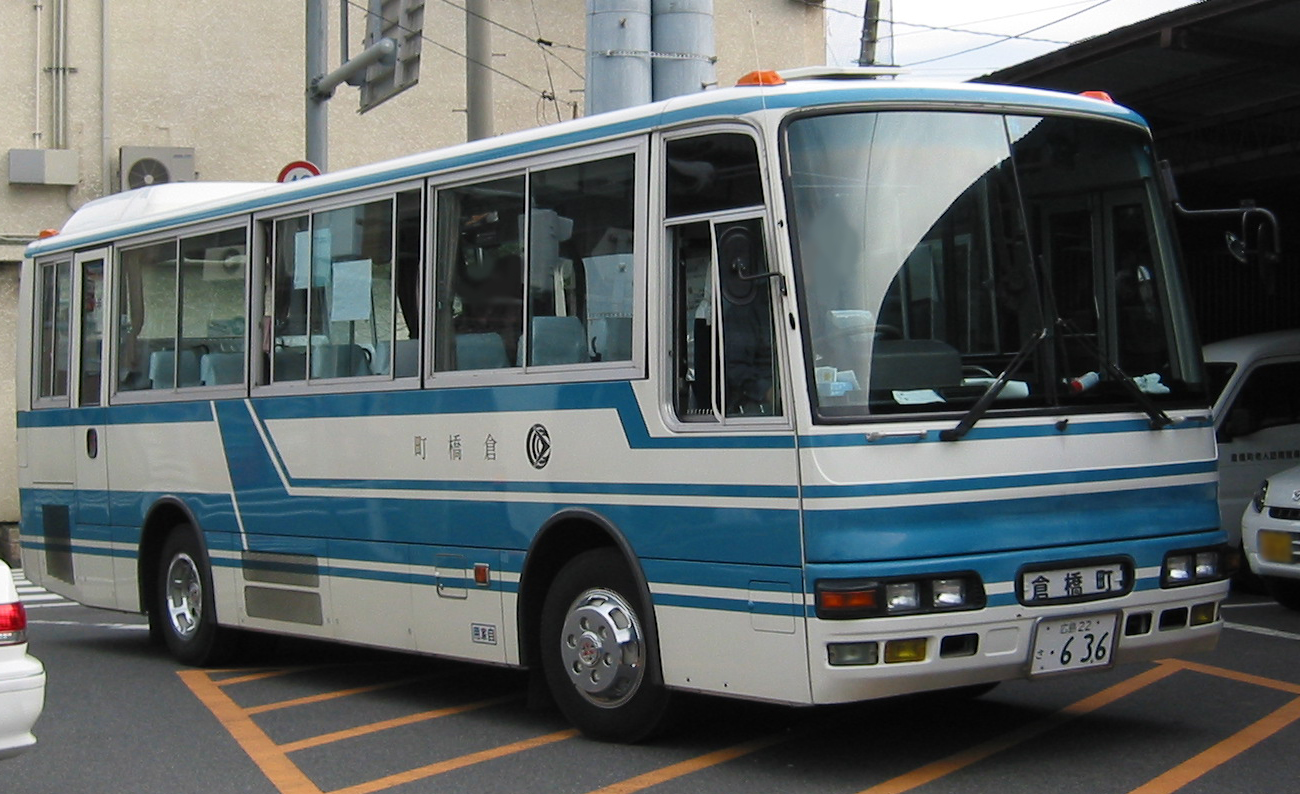
本浦・大向線の車両（2002年当時）

倉橋町営バス（くらはしちょうえいバス）は、広島県安芸郡倉橋町がかつて運行していた自治体バスである。
運行形態は、道路運送法の規定に基づく自家用自動車（白ナンバー車）による有償運送であった。本浦・大向線は町直営の運行で、室尾・大迫・鹿島線及び藤脇・長谷線は地域のタクシー会社に運行業務を委託していた。
呉市への編入合併後、町営バスは民間委託化され、呉市が運行する呉市倉橋地区生活バスへ再編された。

## 概要
- 日曜・祝祭日・年末年始（12月31日～1月3日）は全便運休。藤脇・長谷線は土曜も運休[1]。
- 運賃は10円単位の多区間制運賃だった。

## 路線
2000年10月23日時点で、以下の3路線があった（全バス停記載）　
本浦・大向線
- （桂浜ふれあいセンター（温泉館） - ）本浦 - 石原 - 尾曽郷 - 須川東浜 - 須川宮前 - 西宇土 - 大影 - 大向
  - 桂浜ふれあいセンター（温泉館） - 本浦間は大向発の2本のみ経由。

室尾・大迫・鹿島線
- 室尾 - 海越口 - 鹿老渡 - 瀬戸口 - 鹿島小 - 家之元 - 砠之元 - 宮ノ口
- 室尾 - 撰果場 - 洲ノ崎 - 倉井 - 大迫

藤脇・長谷線
- 藤の脇 - 先奥 - 大江 - 誠和団地 - 長谷

## 車両
5台のバスを使用していた。